# Rodinia vulnerata
Rodinia vulnerata är en fjärilsart som beskrevs av Johannes Karl Max Röber 1923. Rodinia vulnerata ingår i släktet Rodinia och familjen Riodinidae. Inga underarter finns listade.